# Albrecht Mayer
Albrecht Mayer (3 de junio de 1965, Erlangen, Alemania) es un oboísta clásico alemán. Desde 1992 es oboe solista de la Orquesta Filarmónica de Berlín. 

## Biografía
Mayer cantó de niño en el coro de la catedral de Bamberg. Estudió con Gerhard Scheuer, Georg Meerwein, Maurice Bourgue y Ingo Goritzki, y comenzó su carrera profesional en la Orquesta Sinfónica de Bamberg en 1990. Se unió a la Orquesta Filarmónica de Berlín como oboísta principal en 1992, puesto que comparte con el oboísta inglés Jonathan Kelly hasta la fecha
Albrecht Mayer forma parte, además, de los conjuntos Berliner Philharmonisches Bläserensemble y los Solistas de la Filarmónica de Berlín, entre otros conjuntos camerísticos.
Mayer solía tocar oboe Green Line de la firma francesa Buffet Crampon. Sin embargo a partir de 2009 emplea tanto oboe, oboe de amor y corno inglés que llevan su nombre por construidos por el luthier alemán Ludwig Frank y su compañía Gebrüder Mönning.

## Discografía

### Solista
- Vocalis - Obras de Bach, Handel, Ravel, Schumann, Mozart, y otros. Sinfonia Varsovia; Academy of St. Martin in the Fields; Mahler Chamber Orchestra. Deutsche Grammophon 479 6843. (2017)
- Bonjour Paris - Obras de Fauré, D'Indy, Françaix, Hahn y Satie. Decca. (2010)
- Albrecht Mayer in Venice (In Venedig) - Obras de Marcello, Vivaldi and Albinoni. Decca. (2009)
- New Seasons - arreglos de música de Händel para oboe y orquesta interpretadas por Mayer con la Sinfonia Varsovia (Deutsche Grammophon 4760472)
- Lieder ohne Worte - arreglos de música de J.S. Bach para oboe y orquesta interpretadas por Mayer al oboe, Nigel Kennedy al violín y la Sinfonia Varsovia (Deutsche Grammophon 4760472)
- Auf Mozarts Spuren (In search of Mozart) agosto de 2004, con Claudio Abbado y Sinfonia Varsovia (Deutsche Grammophon 6231046)
- Music for Oboe, Oboe d'amore, Cor anglais, and Piano - música de cámara del siglo XIX, con Markus Becker al piano (EMI Classics 5731672)
- Double concerto for oboe and violin de J.S. Bach con Mayer al oboe y Nigel Kennedy al violín con la Filarmónica de Berlín (EMI Classics 5570162)
- Tesori d’Italia , conciertos de Giuseppe Sammartini, Domenico Elmi, Giovanni Alberto Ristori y Antonio Vivladi (2017)
- Longing for Paradise , obras de Elgar, Strauss, Ravel y Goossens, (2019)
- Mozart , arreglos de obras de Mozart para oboe, oboe de amor y corno inglés (2021)
- Bach Generations, obras de la familia Bach, Johann Sebastian, Johann Christoph, Carl Philipp Emanuel y Johann Christoph Friedrich Bach (2023)

### Apariciones
- Serenades for Wind Ensemble, enero de 2006, EMI records
- Opus, por Schiller, septiembre de 2013, Deutsche Grammophon